# Eine unmögliche Liebe
Eine unmögliche Liebe ist ein spanisches Filmdrama aus dem Jahr 1980 von Jaime de Armiñán. Bei der Oscarverleihung 1981 war es in der Kategorie Bester internationaler Film nominiert.

## Handlung
Ein kleines Dorf nahe Salamanca: Don Alejandro ist ein wohlhabender Witwer um die 60. Er verbringt seine Zeit zumeist allein und widmet sich der Musik, Schach und der Jagd. Sein Leben ändert sich schlagartig, als er die 13-jährige Goyita kennenlernt. Beide verbringen auf Spaziergängen, Ausritten und Abendessen viel Zeit gemeinsam, Alejandro fühlt sich erstmals nach dem Tod seiner Frau wieder lebendig. Die frühreife Goyita, die auf der Suche nach Anerkennung und Liebe ist, will von Alejandro als vollwertige Frau angesehen werden und will, dass er ihr seine Zuneigung gesteht. Alejandro hingegen genießt ihre platonische Beziehung, durch die er wieder aufgeblüht ist, und kämpft dagegen an, sich in die Jugendliche zu verlieben.

## Produktion
Die Dreharbeiten zum Film fanden größtenteils in der Provinz Salamanca, in der der Film auch spielt, statt. Drehorte waren hier Salamanca, die Finca Torre de la Valmuza in Salamanca, der Bosque de la Honfría, San Martín del Castañar und Sequeros. Weitere Drehorte waren Sepúlveda und der Parque natural de las Hoces del Río Duratón in der Provinz Segovia.
Eine unmögliche Liebe wurde am 18. September 1980 in Spanien veröffentlicht.

## Auszeichnungen
Oscars 1981
- Nominierung in der Kategorie Bester internationaler Film

Montreal World Film Festival 1981
- Auszeichnung in der Kategorie Beste Schauspielerin (Ana Torrent)

Premios ACE (New York) 1983
- Auszeichnung in der Kategorie Bester Film
- Auszeichnung in der Kategorie Beste Regie (Jaime de Armiñán)
- Auszeichnung in der Kategorie Bester Schauspieler (Héctor Alterio)
- Auszeichnung in der Kategorie Beste Schauspielerin (Ana Torrent)
- Auszeichnung in der Kategorie Beste Nebendarstellerin (Patricia Adriani)